# Glymur
Glymur är Islands näst högsta vattenfall. Vattenfallet har en total fallhöjd på 198 meter och ligger i slutet av Hvalfjörður. Vattenfallet ansågs vara landets högsta vattenfall till 2011 då fallet Morsárfoss nära Morsárjökull uppmättes till 227 meter.
Vattenfallet ligger vid änden av Hvalfjörður. Sedan en tunnel hade öppnats under denna fjord är det inte många som passerar Glymur och området däromkring. Men området är en mycket vacker del av Hvalfjörður, med skogar och några höga berg.